# هنری النسون
هنری النسون (انگلیسی: Henry Ellenson؛ زادهٔ ۱۳ ژانویهٔ ۱۹۹۷) یک بازیکن بسکتبال اهل ایالات متحده آمریکا است.
وی در مسابقات بین‌المللی در مجموع برندهٔ ۱ مدال طلا شده‌است.